# Супрасль
Су́прасль (пол. Supraśl) — місто в північно-східній Польщі, на річці Супрасль.
Належить до Білостоцького повіту Підляського воєводства.

## Історія
За переписом 1897 року кількість мешканців становила 2459 осіб (1202 чоловічої статі та 1257 — жіночої), з яких 322 — православної віри, 466 — юдейської, 1078 — римо-католицької, 593 — протестантської.
У місті помер предстоятель УГКЦ Гавриїл (Коленда).

## Пам'ятки
- Супрасльський Благовіщенський монастир

## Демографія
Демографічна структура станом на 31 березня 2011 року:
|          | Загалом | Допрацездатний вік | Працездатний вік | Постпрацездатний вік |
| -------- | ------- | ------------------ | ---------------- | -------------------- |
| Чоловіки | 2227    | 393                | 1578             | 256                  |
| Жінки    | 2457    | 427                | 1475             | 555                  |
| Разом    | 4684    | 820                | 3053             | 811                  |